# MŠK Žilina
MŠK Žilina är en slovakisk fotbollsklubb från Žilina, som grundades år 1908. De spelar i den slovakiska superligan, som är den högsta divisionen inom slovakisk fotboll, och har vunnit ligan 7 gånger.

## Placering tidigare säsonger
| Säsong  | Nivå | Liga         | Placering | Referens |
| ------- | ---- | ------------ | --------- | -------- |
| 2014/15 | 1    | Fortuna liga | 2         | [ 1 ]    |
| 2015/16 | 1    | Fortuna liga | 5         | [ 2 ]    |
| 2016/17 | 1    | Fortuna liga | 1         | [ 3 ]    |
| 2017/18 | 1    | Fortuna liga | 4         | [ 4 ]    |
| 2018/19 | 1    | Fortuna liga | 4         | [ 5 ]    |
| 2019/20 | 1    | Fortuna liga | 2         | [ 6 ]    |
| 2020/21 | 1    | Fortuna liga | 4         | [ 7 ]    |
| 2021/22 | 1    | Fortuna liga | 6         | [ 8 ]    |
| 2022/23 | 1    | Fortuna liga | 6         | [ 9 ]    |
| 2023/24 | 1    | Nike liga    | 4         | [ 10 ]   |